# Симелане, Тиффани
Тиффани Симелане (англ. Tiffany Simelane) (1988, Мламбаньяци, Свазиленд — 17 августа 2009) — свазилендская фотомодель, победительница конкурса Мисс Свазиленд 2008, представлявшая свою страну на конкурсе Мисс Мира 2008, проходившем в ЮАР.
В августе 2009 года покончила с собой, отравившись пестицидами.